# Ител ап Атруис
Ител ап Атруис (валл. Ithel ap Athrwys; ок. VI век — ок. VII век) — король Гвента и Эргинга на рубеже VI и VII веков.

## Биография
Считается, что он сменил на престоле своего деда Мейрига ап Теудрига и соправительствовал своему брату Моргану в Гвенте, единственная часть информации о нём почерпнута из Книги Лландафа, которая сохраняет ряд уставов, в которых он фигурировал. Упоминается в уставахК Книги из Лландава совместно со своими сыновьями Фернвайлом и Мейригом, а также с князьями или дворянами Габраном, Элфином, Гваллониром, Гурводу и Нуддом, только во время епископства Эутогуи, который умер в период между 615 и 630 годами.
Кенедлона верх Бриавайл, стала женой Артура, она была наследницей Эргинга, отец которой по мужской линии потомок Пейбио Прокаженного. По другой версии эта наследница Эргинга была женой его сына Итела..
Его сын Фернвайл, известен как Фаринмайл правитель крепости Бадон, погиб в битве при Деохарме в 577 году, граница Гэвисеев вплотную подошла к Эргингу по реке Северн.
В «Анналах Камбрии» сообщается, что около 649 года произошла резня в Гвенте. В 650 году произошло сражение при Бедфорде на Эйвоне, в которой саксы одержали победу над валлийцами.Считается, что битва произошла между Уэссекском с одной стороны, которые одержали победу, и Гвентом и их союзниками, с другой стороны. 